# Ozoir-la-Ferrière
Ozoir-la-Ferrière település Franciaországban, Seine-et-Marne megyében. Lakosainak száma 20 969 fő (2022. január 1.). Ozoir-la-Ferrière Chevry-Cossigny, Férolles-Attilly, Gretz-Armainvilliers, Lésigny, Pontault-Combault, Pontcarré és Roissy-en-Brie községekkel határos.

## Népesség
A település népességének változása:
| Lakosok száma | 19 917 | 20 137 | 20 416 | 20 331 | 20 191 | 20 532 | 20 712 | 20 692 | 20 969 |
|               | 2013   | 2015   | 2016   | 2017   | 2018   | 2019   | 2020   | 2021   | 2022   |